# ناتاليا فيرو
ناتاليا فيرو (بالروسية: Виеру, Наталья Станиславовна) مواليد 25 يوليو 1989 في كيشيناو، هي لاعبة كرة سلة روسية. بدأت مسيرتها الاحترافية في سنة 2006. تلعب في الدوري الروسي لكرة السلة للسيدات كلاعب وسط. مثلت منتخب بلادها. شاركت في دورة الألعاب الأولمبية الصيفية سنة 2012.

## روابط خارجية
- ناتاليا فيرو على موقع الاتحاد الدولي لكرة السلة (الإنجليزية)
- ناتاليا فيرو على موقع كرة السلة الأوروبية.كوم (الإنجليزية)
- ناتاليا فيرو على موقع بروبوليرز (الإنجليزية)
- ناتاليا فيرو على موقع سبورتس رفرنس (الإنجليزية)
- ناتاليا فيرو على موقع أوليمبيديا (الإنجليزية)